# Ljubinić
Ljubinić (cyr. Љубинић) – wieś w Serbii, w mieście Belgrad, w gminie miejskiej Obrenovac. W 2011 roku liczyła 774 mieszkańców.